# 望公太
望公太（1989年—）是日本小說作家。代表作是《日常生活中的異能戰鬥》。

## 作品列表

### 小說
- 我果然還是渾然不覺（僕はやっぱり気づかない）
- Happy Death Day
- 日常生活中的異能戰鬥（異能バトルは日常系のなかで）
- 漆黑英雄的一擊無雙（黒き英雄の一撃無双）
- 與異界神姬的再契約（異界神姫との再契約）
- 愛的世界 -I really, truly surrender to you.-（アイサレワールド -I really, truly surrender to you.-）
- 專業輕小說作家！（ラノベのプロ！）
- 極惡偵探（最悪探偵）
- 異世界網球無雙（異世界テニス無双）
- 雖然稍微比我年長一點，但可以當我女友嗎？（ちょっぴり年上でも彼女にしてくれますか?）
- 神童勇者的女僕都是漂亮大姊姊！？（神童勇者とメイドおねえさん）
- 你喜歡的不是女兒而是我！？（娘じゃなくて私が好きなの!?）
- 下班回家，單身美女上司對我有事相求（仕事帰り、独身の美人上司に頼まれて）

### 動畫
- 一杆青空（空色ユーティリティ）：編劇

## 外部連結
- 望公太的X（前Twitter）